# David Ramsbotham
David John Ramsbotham (né le 6 novembre 1934 et mort le 13 décembre 2022), baron Ramsbotham, est un général de l'Armée britannique et un homme politique britannique.
Officier militaire à la retraite, il est nommé ensuite inspecteur en chef des prisons, puis reçoit une pairie à vie en 2005 et siège comme crossbencher à la Chambre des lords.

## Biographie

### Jeunesse et carrière militaire
David Ramsbotham est né en 1934, fils d'un pasteur de l'Église d'Angleterre, plus tard évêque de Wakefield, John Alexander Ramsbotham (1906–1989), lui-même fils d'un autre clerc anglican, le révérend Alexander Ramsbotham. Il fait ses études à Haileybury et à l'Imperial Service College. Il entre dans l'armée par le biais du service national et est nommé sous-lieutenant dans l'artillerie royale le 14 mars 1953. Il termine son service national en tant que lieutenant par intérim et conserve une commission dans l'armée territoriale. Il obtient ensuite un diplôme d'histoire au Corpus Christi College de Cambridge .
Le 21 février 1958, il est nommé à une commission de l'armée régulière en tant que lieutenant, avec ancienneté au 31 janvier 1957. Il est promu capitaine le 31 janvier 1961. Il sert à Bornéo pendant la confrontation entre l'Indonésie et la Malaisie comme major par intérim entre le 24 décembre 1965 et le 23 juin 1966, et est cité à cette occasion. Il est promu commandant le 31 décembre 1967 et lieutenant-colonel le 30 juin 1971. Du 11 juin 1970 au 20 juin 1973, il est assistant militaire du chef d'état-major général, Sir Michael Carver.
Il est nommé officier de l'ordre de l'Empire britannique (OBE) dans les honneurs du Nouvel An 1974 . Il commande plus tard un bataillon des Royal Green Jackets en Irlande du Nord de 1974 à 1975.
Il est élevé au grade de colonel le 30 juin 1976 et à celui de general de brigade le 31 décembre 1978 (pour prendre rang à compter du 30 juin 1978). Il sert ensuite en Irlande du Nord, comme commandant une brigade basée à Belfast, et est nommé commandeur de l'ordre de l'Empire britannique (CBE) pour ses services à ce titre dans les honneurs opérationnels du 21 octobre 1980. Sa carrière a failli dérailler lorsque, en tant que directeur des relations publiques de l'armée (un poste qu'il occupe de 1982 à 1984), il divulgue à un journaliste des documents qui montrent qu'avant la Guerre des Malouines l'armée avait élaboré un plan complet de politique avec les médias, mais qu’il a été négligé. L'armée est alors critiquée pour ne pas avoir suivi une telle planification. Il est ensuite promu major-général et commande la 3e division blindée. Le 1er janvier 1987, il est nommé au poste honoraire de colonel commandant le 2e bataillon des Royal Green Jackets, remplaçant Sir Frank Kitson, jusqu'au 25 juillet 1992. Le 15 avril 1987, il est promu lieutenant-général et nommé commandant de l'armée de campagne britannique et inspecteur général de l'armée territoriale. Il est nommé chevalier commandeur de l'ordre du Bain (KCB) dans les honneurs de l'anniversaire de la Reine en 1987 et colonel honoraire du Corps de formation des officiers à l'université de Cambridge le 1er juillet et ce jusqu'au 1er mai 1993. Il quitte son poste de commandant de l'armée de campagne le 13 août 1990, et est nommé aide de camp général de la reine (ADC Gen) le 3 décembre 1990, jusqu'à sa retraite de l'armée. Le 27 décembre 1990, il est nommé adjudant général (AG), avec le grade local de général avec prise de rang à ce grade au 24 janvier 1990 et ancienneté au 1er septembre 1990. Cette période comprend l'implication du Royaume-Uni dans la Guerre du Golfe. Il est promu chevalier grand-croix de l'ordre du Bain (GCB) dans les honneurs du Nouvel An de 1993. Il prend sa retraite de l'armée le 13 juillet 1993

### Inspecteur en chef des prisons
David Ramsbotham est l'inspecteur en chef des prisons de Sa Majesté pour l'Angleterre et le pays de Galles du 1er décembre 1995 à 2001 quand il est remplacé par Anne Owers. En tant qu'inspecteur en chef des prisons, il a une relation parfois tendue avec les ministres de l'Intérieur Michael Howard et Jack Straw, ce qui contribue à ce que son contrat ne soit pas prolongé pendant les huit années complètes qui avaient été initialement prėvues (une période initiale de cinq ans, avec prolongation de trois ans supplémentaires possible).

### Carrière post-armée
Le 22 mars 2005, David Ramsbotham est nommé pair à vie comme baron Ramsbotham, de Kensington dans le Borough royal de Kensington et Chelsea. Il siège à la Chambre des lords comme pair crossbencher. Il est président du programme des prix Koestler et vice-président du groupe des affaires pénales transpartisan et du groupe parlementaire pour l'apprentissage et les compétences dans le système de justice pénale. Il est président de UNLOCK, l'Association nationale des ex-délinquants et ambassadeur de l'association caritative Prison Advice and Care Trust (pacte) . Il est administrateur et vice-président de l'Institut pour l'alimentation, le cerveau et le comportement  .
Il est élu membre honoraire du Corpus Christi College de l'université de Cambridge en 2001, et est membre du conseil consultatif du Centre international d'études pénitentiaires au King's College de Londres. Il est également un responsable des prisonniers à l'étranger, une organisation caritative qui soutient le bien-être des Britanniques emprisonnés à l'étranger et de leurs familles, Prisoners Education Trust, une organisation caritative qui soutient les prisonniers grâce à une gamme de cours d'enseignement à distance et les prisonniers. Advice Service, un organisme de bienfaisance qui offre des conseils juridiques gratuits et un soutien aux détenus adultes. Il est également parrain du projet African Prisons Project, une organisation non gouvernementale internationale dont la mission est d'apporter dignité et espoir aux hommes, femmes et enfants dans les prisons africaines à travers la santé, l'éducation, la justice et la réintégration . Il est président de l'association caritative PTSD Resolution, qui fournit des traitements aux vétérans souffrant de stress post-traumatique.
Il a beaucoup écrit sur des questions relatives aux prisons et à l'armée, en particulier son livre de 2003 Prisongate: The Shocking State of Britain's Prisons and the Need for Visionary Change expose sa vision de la réforme du système pénitentiaire .
David Ramsbotham est le patron du Zahid Mubarek Trust de 2007 à 2022 et est également le dirigeant de la Charity SkillForce.